# 和田新五郎
和田 新五郎（わだ しんごろう、生年不明 - 天文13年8月11日（1544年8月29日））は、戦国時代の武士。三好長慶の被官。
新五郎は室町幕府12代将軍である足利義晴の嫡男・足利菊童丸の侍女と「不義密通」していたことを咎められ、天文13年（1544年）、一条戻橋で「鋸引き」の刑で処刑された。最初の鋸で両腕を切り落とされ、その後頸を斬り落とされたという。
山科言継曰く、「前代未聞」の残忍な処刑方法だったという。また侍女の方も洛中を裸体で引き廻された後六条河原で処刑された。
処刑は足利義晴及び細川晴元による主導で行われた。この事件は長慶の面目を丸潰しにしたと言われ、晴元と長慶の関係悪化を助長したと考えられる。
この事件を伝えるのは「言継卿記」のみである。そのため、言継による大なり小なりの「誇張」がある可能性を考慮しなければならないと指摘される。
長江正一は、この処刑を主導した義晴と晴元について、
と評している。